# Aulotrachichthys latus
Aulotrachichthys latus is een  straalvinnige vissensoort uit de familie van zaagbuikvissen (Trachichthyidae). De wetenschappelijke naam van de soort is voor het eerst geldig gepubliceerd in 1938 door Fowler.